# Kościół katolicki w Hiszpanii
Kościół katolicki w Hiszpanii – katolicka wspólnota wiernych w Hiszpanii pod zwierzchnictwem papieża.
Historycznie Kościół rzymskokatolicki odgrywał znaczącą rolę w życiu społecznym i był elementem kształtowania świadomości narodowej. W 2018 roku 66% mieszkańców Hiszpanii deklaruje się jako katolicy. Spośród Hiszpanów deklarujących się jako katolicy 13,6% uczestniczy w coniedzielnej Eucharystii oraz w Mszach podczas świąt.

## Historia

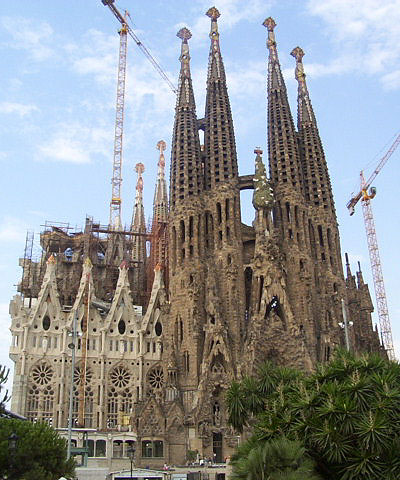
Kościół Sagrada Família w Barcelonie

Od czasów rekonkwisty Hiszpania była państwem, gdzie jedyną uprawnioną religią był katolicyzm, który był silnie powiązany z władzą świecką. Zajmująca się tropieniem odstępców od katolicyzmu Inkwizycja podporządkowana była królowi. Protestanci i wolnomyśliciele byli prześladowani. Sytuacja zaczęła się zmieniać w XIX w., głównie pod wpływem Francji, która w czasie wojen napoleońskich próbowała narzucić świecki model państwa. W późniejszym okresie tendencje antyklerykalne ścierały się z konserwatywnym katolicyzmem, prowadząc często do konfliktów zbrojnych. Wtedy to powstało używane do dziś określenie "dwie Hiszpanie" – jedna konserwatywna i katolicka, druga modernistyczna i antyklerykalna.
W czasie wojny domowej prześladowania Kościoła znacznie się nasiliły. Egzekucje osób duchownych lub nawet świeckich deklarujących przywiązanie do katolicyzmu zaczęły przybierać charakter masowy – zamordowano około 7000 osób duchownych. Ubocznym efektem prześladowań Kościoła było zniszczenie wielu dokumentów narodzin, małżeństw, zgonów, ponieważ rejestry takie prowadzono przy kościołach. Niszczenie kościołów wiązało się z niszczeniem kościelnych dokumentów. Republikanie zostali pokonani. Zwycięski generał Francisco Franco przywrócił dawną rolę Kościoła. Katolicyzm stał się wyznaniem uprzywilejowanym. Prawo narzucało też wymagane przez katolicyzm wzorce obyczajowe. Obowiązywał zakaz rozwodów, zabronione były czyny homoseksualne. Ustanowiona cenzura, obok charakteru politycznego miała też silny charakter obyczajowy. Na banknotach widniały podobizny papieży.
Po śmierci Franco w 1975 nastąpiły zmiany zmierzające do demokratyzacji kraju. Przyjęto konstytucję, w której Kościół katolicki nie zajmuje już pozycji uprzywilejowanej, dopuszczalna, a nawet zalecana jest natomiast współpraca państwa z Kościołem. Kościół otrzymuje dotacje od państwa (np. na utrzymanie budynków kościelnych, które często jednocześnie stanowią dzieła sztuki).
Przez dłuższy czas nie dochodziło do konfliktów pomiędzy Państwem i Kościołem. Lewicowy rząd hiszpański (PSOE) podjął szereg działań, które spotkały się z silną krytyką ze strony Kościoła, takich jak np. legalizacja małżeństw homoseksualnych (łącznie z prawem do adopcji dzieci przez pary homoseksualne), zezwolenie na szybkie rozwody nawet bez zgody czy winy drugiej strony (rozwód może być orzeczony już po trzech miesiącach separacji, nawet jeśli współmałżonek nie zgadza się).

## Statystyki
W ostatnich dziesięcioleciach w Hiszpanii znacznie spadła liczba regularnie praktykujących katolików. W 1970 było to 87% Hiszpanów, w 1993 – 52%, w 2002 – 25% brało udział w praktykach religijnych co najmniej raz w tygodniu, a w 2006 regularnie do kościoła chodziło około 17% społeczeństwa. W 2018 roku według szacunków Centrum Badań Socjologicznych w Madrycie katolicy stanowią 66% społeczeństwa. Spośród Hiszpanów deklarujących się jako katolicy 59,6% prawie wcale nie uczestniczy w Mszach świętych, dalsze 14,6% robi to tylko kilka razy w ciągu roku. Natomiast udział w coniedzielnej Eucharystii oraz w Mszach podczas świąt deklaruje 13,6% hiszpańskich katolików. 
Kościół w Hiszpanii prowadził w 2006:
- 5141 szkół
- 107 szpitali
- 1004 ośrodki opiekuńcze: przychodnie, schroniska, domy niepełnosprawnych, śmiertelnie chorych, 51 312 łóżek
- 365 ośrodków resocjalizacyjnych dla osób takich jak byłe prostytutki, byli więźniowie i byli narkomani.
- 937 sierocińców (10 835 dzieci opuszczonych; oszczędności 100 tys. euro na sierociniec).

Dodatkowe wydatki Kościoła na cele społeczne w 2006:
- wydatki roczne Caritas: 155 mln euro
- wydatki Manos Unidas: 43 mln euro
- Obras Misionales Pontificias: 21 mln euro[3]

## Lista diecezji

Metropolie Kościoła rzymskokatolickiego obrządku łacińskiego w Hiszpanii

Obecnie na terenie Hiszpanii istnieją czternaście metropolii, w skład których wchodzi: 70 archidiecezji i diecezji. Ponadto istnieje ordynariat wojskowy. Podział administracyjny Kościoła katolickiego w Hiszpanii jest następujący:

### Metropolia Barcelony
- Archidiecezja Barcelony
  - Diecezja Sant Feliu de Llobregat
  - Diecezja Terrassy

### Metropolia Burgos
- Archidiecezja Burgos
  - Diecezja Bilbao
  - Diecezja Osma-Soria
  - Diecezja Palencia
  - Diecezja Vitoria

### Metropolia Grenady
- Archidiecezja Grenady
  - Diecezja Almerii
  - Diecezja Kartageny
  - Diecezja Guadix
  - Diecezja Jaén
  - Diecezja Malagi

### Metropolia Madrytu
- Archidiecezja Madrytu
  - Diecezja Alcalá de Henares
  - Diecezja Getafe

### Metropolia Mérida-Badajoz
- Archidiecezja Mérida-Badajoz
  - Diecezja Coria-Cáceres
  - Diecezja Plasencia

### Metropolia Oviedo
- Archidiecezja Oviedo
  - Diecezja Astorgi
  - Diecezja Leónu
  - Diecezja Santanderu

### Metropolia Pampeluny i Tudeli
- Archidiecezja Pampeluny i Tudeli
  - Diecezja Calahorra y La Calzada-Logroño
  - Diecezja Jaca
  - Diecezja San Sebastián

### Metropolia Santiago de Compostela
- Archidiecezja Santiago de Compostela
  - Diecezja Lugo
  - Diecezja Mondoñedo-Ferrol
  - Diecezja Ourense
  - Diecezja Tui-Vigo

### Metropolia Sewilli
- Archidiecezja Sewilli
  - Diecezja Kadyksu i Ceuty
  - Diecezja Wysp Kanaryjskich
  - Diecezja Kordoby
  - Diecezja Huelvy
  - Diecezja Jerez de la Frontera
  - Diecezja San Cristóbal de La Laguna

### Metropolia Tarragony
- Archidiecezja Tarragony
  - Diecezja Girony
  - Diecezja Lleidy
  - Diecezja Solsony
  - Diecezja Tortosy
  - Diecezja Urgell
  - Diecezja Vic

### Metropolia Toledo
- Archidiecezja Toledo
  - Diecezja Albacete
  - Diecezja Ciudad Real
  - Diecezja Cuenca
  - Diecezja Sigüenza-Guadalajara

### Metropolia Walencji
- Archidiecezja Walencji
  - Diecezja Ibizy
  - Diecezja Majorki
  - Diecezja Minorki
  - Diecezja Orihuela-Alicante
  - Diecezja Segorbe-Castellón

### Metropolia Valladolid
- Archidiecezja Valladolid
  - Diecezja Ávila
  - Diecezja Ciudad Rodrigo
  - Diecezja Salamanka
  - Diecezja Segowia
  - Diecezja Zamora

### Metropolia Saragossy
- Archidiecezja Saragossy
  - Diecezja Barbastro-Monzón
  - Diecezja Huesca
  - Diecezja Tarazona
  - Diecezja Teruel i Albarracín

### Obrządek wschodni
- Ordynariat dla wiernych obrządku wschodniego w Hiszpanii